# Vila Nova de Foz Côa (freguesia)
A Freguesia de Vila Nova de Foz Côa é uma freguesia portuguesa do município de Vila Nova de Foz Côa, com 90,17 km² de área e 3 101 habitantes (censo de 2021), tendo, por isso, uma densidade populacional de 34,4 hab./km².

## História
Em 2013, no âmbito de uma reforma administrativa nacional, foi-lhe anexado o território das então extintas freguesias de Mós e Santo Amaro.

## Demografia
A população registada nos censos foi:
| Distribuição da População por Grupos Etários | Distribuição da População por Grupos Etários | Distribuição da População por Grupos Etários | Distribuição da População por Grupos Etários | Distribuição da População por Grupos Etários | Distribuição da População por Grupos Etários |
| -------------------------------------------- | -------------------------------------------- | -------------------------------------------- | -------------------------------------------- | -------------------------------------------- | -------------------------------------------- |
| Antes da agregação                           |                                              |                                              |                                              |                                              |                                              |
| Ano                                          | 0–14 anos                                    | 15–24 anos                                   | 25–64 anos                                   | >= 65 anos                                   | Total                                        |
| 2001                                         | 554                                          | 462                                          | 1 848                                        | 771                                          | 3 635                                        |
| 2011                                         | 471                                          | 362                                          | 1 792                                        | 812                                          | 3 437                                        |
| Após a agregação                             |                                              |                                              |                                              |                                              |                                              |
| Ano                                          | 0–14 anos                                    | 15–24 anos                                   | 25–64 anos                                   | >= 65 anos                                   | Total                                        |
| 2021                                         | 342                                          | 300                                          | 1 620                                        | 839                                          | 3 101                                        |

## Localidades
A União de Freguesias é composta por:
- 1 cidade:
  - Vila Nova de Foz Côa
- 4 aldeias:
  - Mós
  - Santo Amaro
  - Cortes da Veiga
  - Pocinho

## Património
- Igreja Matriz de Vila Nova de Foz Côa
- Pelourinho de Foz Côa
- Casa Vermelha
- Núcleo de arte rupestre do Vale da Figueira/Teixugo — Património Mundial UNESCO (1998)
- Núcleo de arte rupestre de Vale de Moinhos — Património Mundial UNESCO (1998)
- Núcleo de arte rupestre da Canada do Inferno/Rego da Vide — Património Mundial UNESCO (1998)
- Núcleo de arte rupestre de Vale de Cabrões
- Núcleo de arte rupestre da Foz do Côa
- Núcleo de arte rupestre da Vermelhosa
- Núcleo de arte rupestre do Vale de José Esteves
- Núcleo de arte rupestre do Alto da Bulha

## Personalidades ilustres
- Barão de Vila Nova de Foz Coa e Visconde de Vila Nova de Foz Coa
- Francisco José Viegas (jornalista e escritor)